# Nagornoje (Kaliningrad, Bagrationowsk)
Nagornoje (russisch Нагорное, deutsch Groß Dexen und Roditten) ist der gemeinsame Name zweier ehemals selbständiger Orte in der russischen Oblast Kaliningrad. Sie gehören zur Dolgorukowskoje selskoje posselenije (Landgemeinde Dolgorukowo (Domtau)) im Rajon Bagrationowsk (Kreis Preußisch Eylau).

## Geographische Lage
Nagornoje liegt westlich der jetzigen Rajonshauptstadt und ehemaligen Kreisstadt Bagrationowsk (Preußisch Eylau) im russisch-polnischen Grenzgebiet an einer Straße, die Bagrationowsk mit Dolgorukowo (Domtau) und Pogranitschnoje (Hussehnen) verbindet. Die nächste Bahnstation ist Bagrationowsk als Endstation einer Bahnstrecke von Kaliningrad (Königsberg) kommend (Teilstück der früheren Ostpreußischen Südbahn).

## Geschichte

### Bis 1945

#### Nagornoje/Groß Dexen
Das einst Groß Dexen genannte Ortsteil von Nagornoje liegt sechs Kilometer von Bagrationowsk
(Preußisch Eylau) entfernt. Bis 1945 war der Ort Namensgeber des 1874 neu errichteten Amtsbezirks Dexen im Landkreis Preußisch Eylau und Regierungsbezirk Königsberg der preußischen Provinz Ostpreußen.
Im Jahre 1910 lebten in Groß Dexen 108 Menschen. Ihre Zahl betrug 1933 noch 101 und 1939 bereits 114.
Infolge des Zweiten Weltkrieges kam Groß Dexen mit dem nördlichen Ostpreußen zur Sowjetunion und erhielt 1946 den russischen Namen „Nagornoje“.

##### Amtsbezirk Dexen (1874–1945)
Am 7. Mai 1874 wurde Groß Dexen Amtssitz und namensgebender Ort eines Amtsbezirks, zu dem anfangs vier Landgemeinden und fünf Gutsbezirke gehörten:
| Name (bis 1946) | Fremdsprachlicher Name            | Bemerkungen                                        |
| --------------- | --------------------------------- | -------------------------------------------------- |
| Landgemeinden:  |                                   |                                                    |
| Groß Dexen      | Nagornoje                         |                                                    |
| Klaussen        | Dubrowka                          |                                                    |
| Roditten        | Nagornoje                         |                                                    |
| Wonditten       | Furmanowo                         | 1938 nach Stablack eingegliedert                   |
| Gutsbezirke:    |                                   |                                                    |
| Görken          | Dubrowka                          | 1928 in die Landgemeinde Graventhien eingegliedert |
| Graventhien     | Awgustowka (bis 1992: Kamyschewo) | 1928 in eine Landgemeinde umgewandelt              |
| Körnen          | Kierno                            | 1928 in die Landgemeinde Wonditten eingegliedert   |
| Lölken          | NN.                               | 1928 in die Landgemeinde Klein Dexen eingegliedert |
| Schlawitten     | Furmanowo                         | 1928 in die Landgemeinde Wonditten eingegliedert   |

Am 6. März 1876 wurde aus dem Vorwerk Pilzen (russisch: Dubrowka) der Gutsbezirk Pilzen (gehört seit 1928 zur Landgemeinde Klein Dexen, russisch: Furmanowo) gebildet und dem Amtsbezirk Dexen zugeordnet. Ab 14. Mai 1930 gehörte Graventhien (russisch bis 1992: Kamyschewo, seither: Awgustowka) zum Amtsbezirk Wogau (russisch: Lermontowo), während zum gleichen Zeitpunkt Strobehnen mit Storchnest (beide russisch: Schirokoje) in den Amtsbezirk Dexen übernommen wurden.
Am 1. Januar 1945 gehörten vier Gemeinden noch zum Amtsbezirk Dexen: Groß Dexen, Klaussen, Roditten und Strobehnen.

#### Nagornoje/Roditten
Der früher Roditten genannte Ortsteil Nagornojes wurde am 7. Mai 1874 in den neu errichteten Amtsbezirk Dexen im Landkreis Preußisch Eylau und Regierungsbezirk Königsberg der preußischen Provinz Ostpreußen eingegliedert. Im Jahre 1910 wurden hier 98 Einwohner gezählt, 1933 waren es 99 und 1939 bereits 144.
Im Jahre 1945 kam auch Roditten zur Sowjetunion und trägt seit 1946 wie Groß Dexen die russische Bezeichnung „Nagornoje“.

### Seit 1946
Die beiden seit 1946 „Nagornoje“ genannten Dörfer Groß Dexen und Roditten waren bis zum Jahr 2009 in den Orechowski sowjet (Dorfsowjet Orechowo (Althof)) eingegliedert. Seither ist Nagornoje – aufgrund einer Struktur- und Verwaltungsreform – eine als „Siedlung“ (russisch: possjolok) qualifizierte Ortschaft innerhalb der Dolgurokowskoje selskoje posselenije (Landgemeinde Dolgorukowo (Domtau)) im Rajon Bagrationowsk.

## Kirche
Vor 1945 waren die Bewohner Groß Dexens und Rodittens fast ausnahmslos evangelischer Konfession. Sie waren in das Kirchspiel Klein Dexen eingepfarrt, bis dessen Gotteshaus wegen eines neu angelegten Truppenübungsplatzes nicht mehr zur Verfügung stand und Stablack (heute russisch: Dolgorukowo) im Jahre 1938 neuer Pfarrort wurde. Somit blieb das Kirchspiel im Kirchenkreis Preußisch Eylau innerhalb der Kirchenprovinz Ostpreußen der Kirche der Altpreußischen Union. Letzter deutscher Geistlicher war Pfarrer Franz Kolaß.
Heute liegt Nagornoje im Einzugsbereich der Dorfkirchengemeinde in Gwardeiskoje (Mühlhausen), die in den 1990er Jahren neu entstand. Sie ist Filialgemeinde der Auferstehungskirche in Kaliningrad (Königsberg) und gehört zur Propstei Kaliningrad der Evangelisch-lutherischen Kirche Europäisches Russland (ELKER).